# Garça (football)
Pour les articles homonymes, voir Garça.
Edson Rodrigues dit Garça est un footballeur brésilien né le 13 mars 1967.